# Zamek Herburtów w Chyrowie
Zamek Herburtów w Chyrowie – pierwsze wzmianki o Chyrowie pochodzą z 1374 r., gdy stanowił własność Herbutów, rycerzy przybyłych z Moraw przywilejem księcia Władysława Opolczyka, którzy wybudowali tu zamek.